# Phetchaburi
Pour la province de Thaïlande, voir Province de Phetchaburi.
Phetchaburi ou Phetburi (thaï : เพชรบุรี ; API : [pʰétt͡ɕʰáʔbùʔriː] ou [pʰétbùʔriː]) est une ville de la région Centre de la Thaïlande, capitale de la province de Phetchaburi. Son nom signifie cité des diamants (buri est le mot sanskrit pour "ville"). Le fleuve Phetchaburi coule dans son centre-ville.
Elle se trouve à environ 160 km au sud de Bangkok, à l'extrémité nord de la péninsule Malaise. En 2005, la ville avait une population de 26 181 personnes et s'étendait sur les deux tambon Tha Rap and Khlong Krachaeng.
La fleur officielle de la ville est celle du frangipanier.
Phetchaburi est une ville jeune et dynamique de par la présence de nombreuses écoles et université.

## Gastronomie
Phetchaburi est connu pour ses desserts thaï traditionnels dont :
- le plus célèbre, le Khanom Mor Gaeng ou Khanom Mor Gang, une crème caramélisée au sucre de palme ;
- le thong yip, le thong yod, et le foi thong (vermicelles d’œufs de canards plongés dans un sirop de sucre blanc), dessert qui traduisent une influence gastronomique et historique des Portugais dans la région ;
- le khanom Tan, un petit cake soufflé au sucre de palme et au lait de coco..[3].

Outre les desserts, on peut citer le Khaeng Khua Hua Tan (curry de palme), le Khanom Cheen Thotman (nouilles à la farine de riz fermentées accompagnées de poisson frit), le Khao Chae (riz imbibé d'eau accompagné d'une variété de condiment) et le Kuai Tiao Nam Daeng (nouilles à la soupe rouge)...

## Histoire
Phetchaburi est une des plus anciennes cités de Thaïlande : son passé historique remonterait à la période Dvaravati (VIe au IXe siècle) et elle  daterait du VIIIe siècle.
Pendant les périodes de Sukhothaï et d'Ayutthaya, c'était une forteresse royale.
Comme Ayutthaya, Phetchaburi est mise à sac et ravagée par les Birmans en 1767.

## Description
Phetburi possède un nombre impressionnant de vieilles maisons traditionnelles en bois dont certaines ont plus d'un siècle.

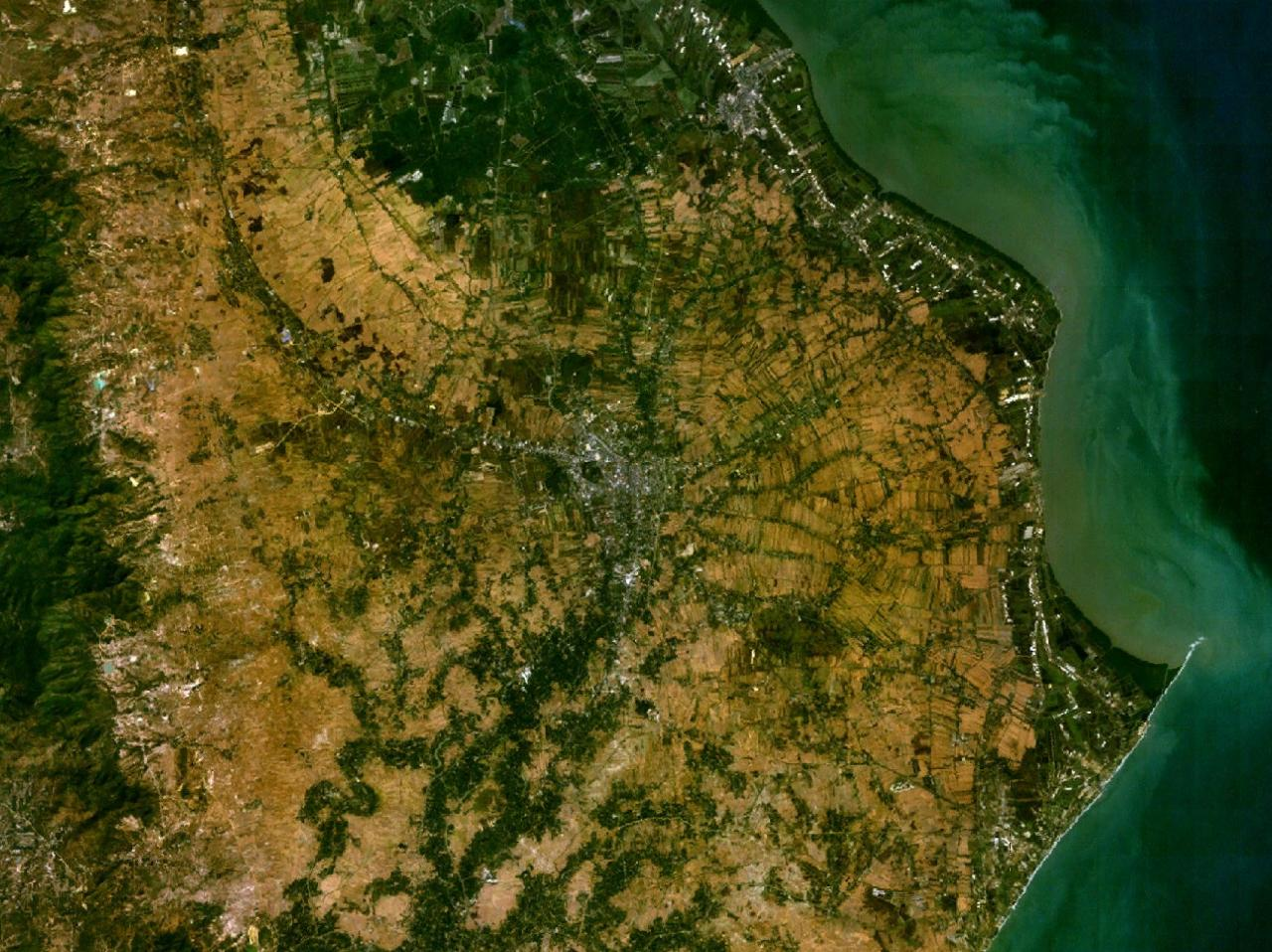
Vue satellite de Phetchaburi

Le site est plat, à l'exception d'une colline haute de 92 m à proximité : le Khao Wang / litt. La colline du palais. C'est là que se trouve le palais de Phra Nakhon Khiri (thaï : พระนครคีรี), palais royal construit par Mongkut (Rama IV) en 1860 avec un observatoire astronomique. Ce palais était jadis la résidence d'été de Rama IV et c'est aujourd'hui un musée. Sur la colline et en ville se déroule chaque année la fête du Phra Nakhon Khiri. Elle dure huit jours au début février, et présente notamment un spectacle son et lumières et des danses classiques thaïlandaises.

Le palais royal de Phra Nakhon Khiri, palais du roi Rama IV
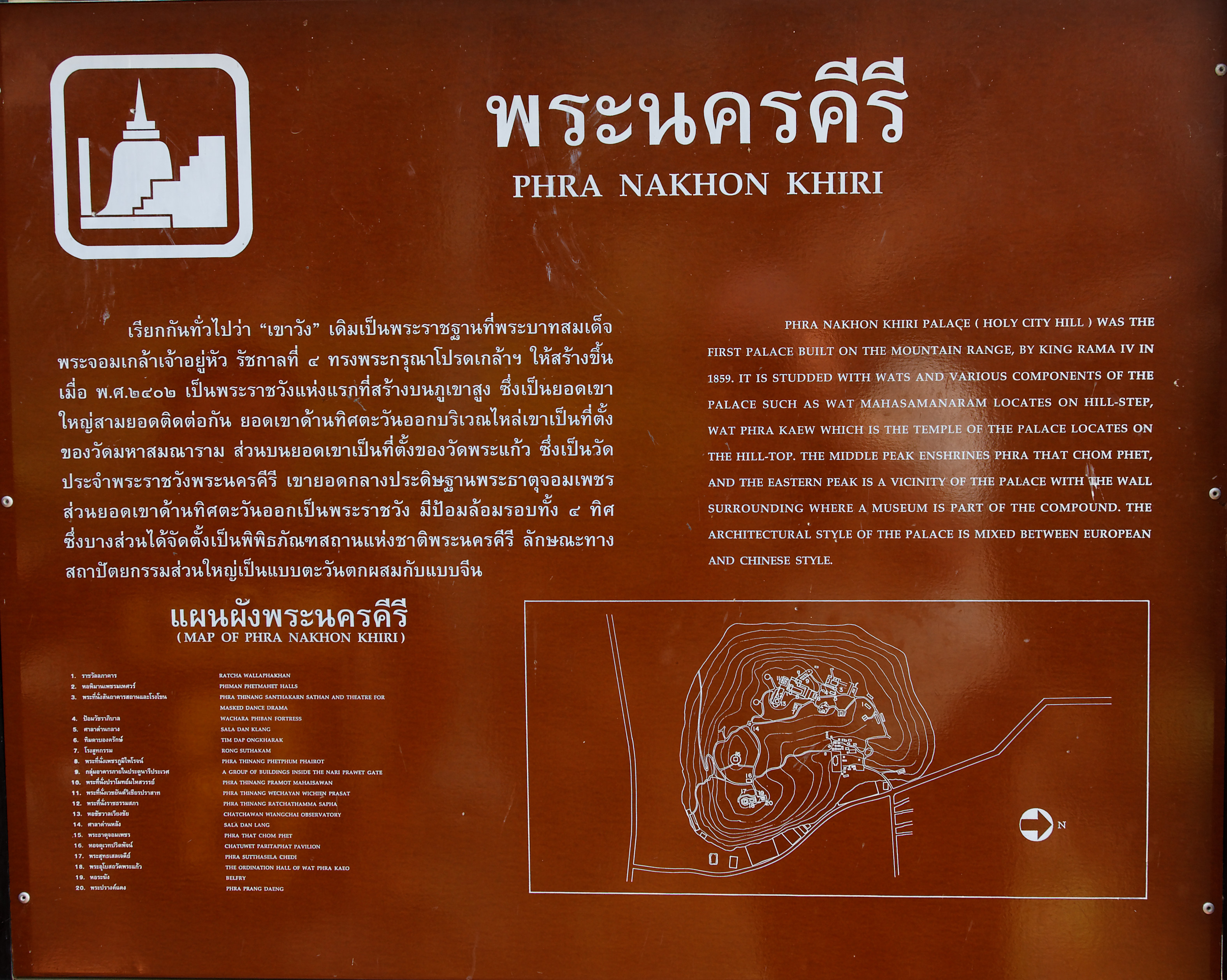
Plan bilingue thaï / anglais
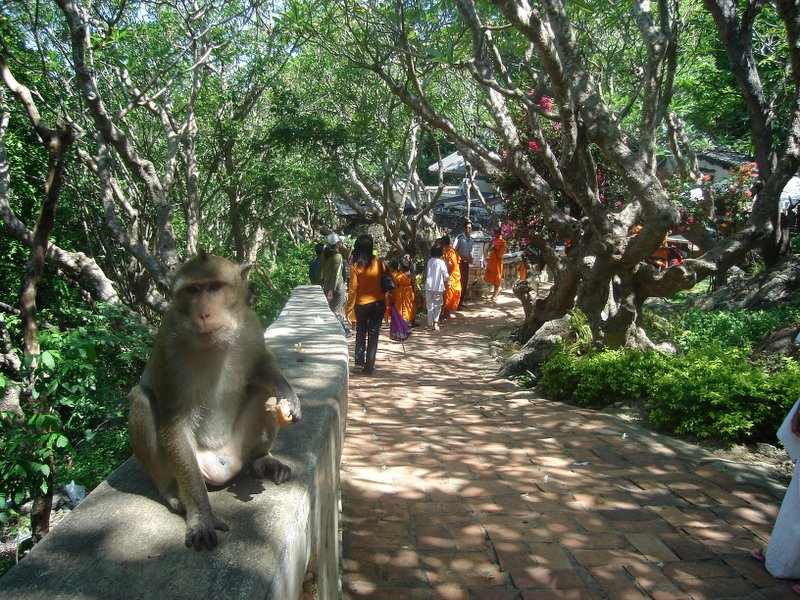
Chemin d'accès
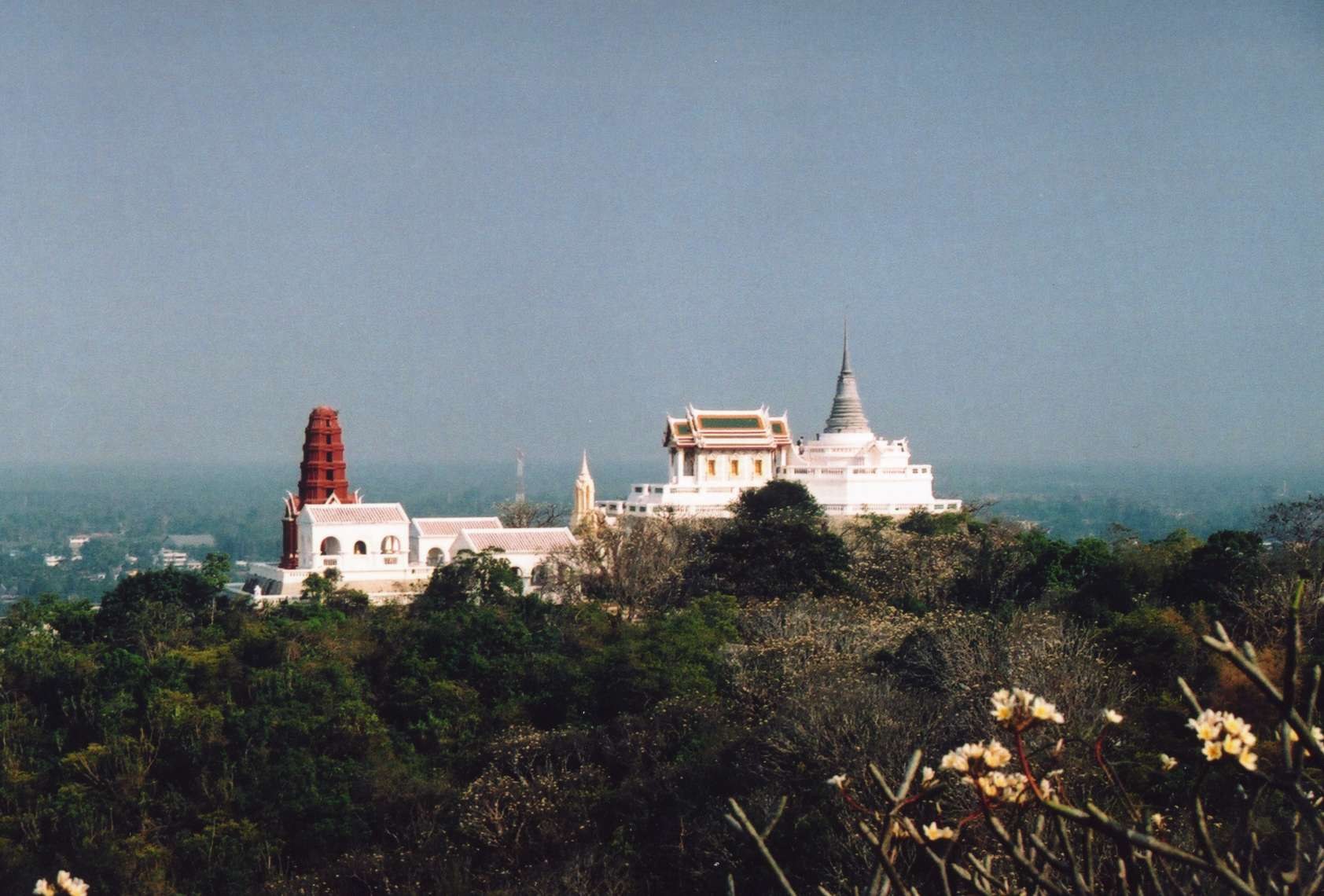
Khao Wang
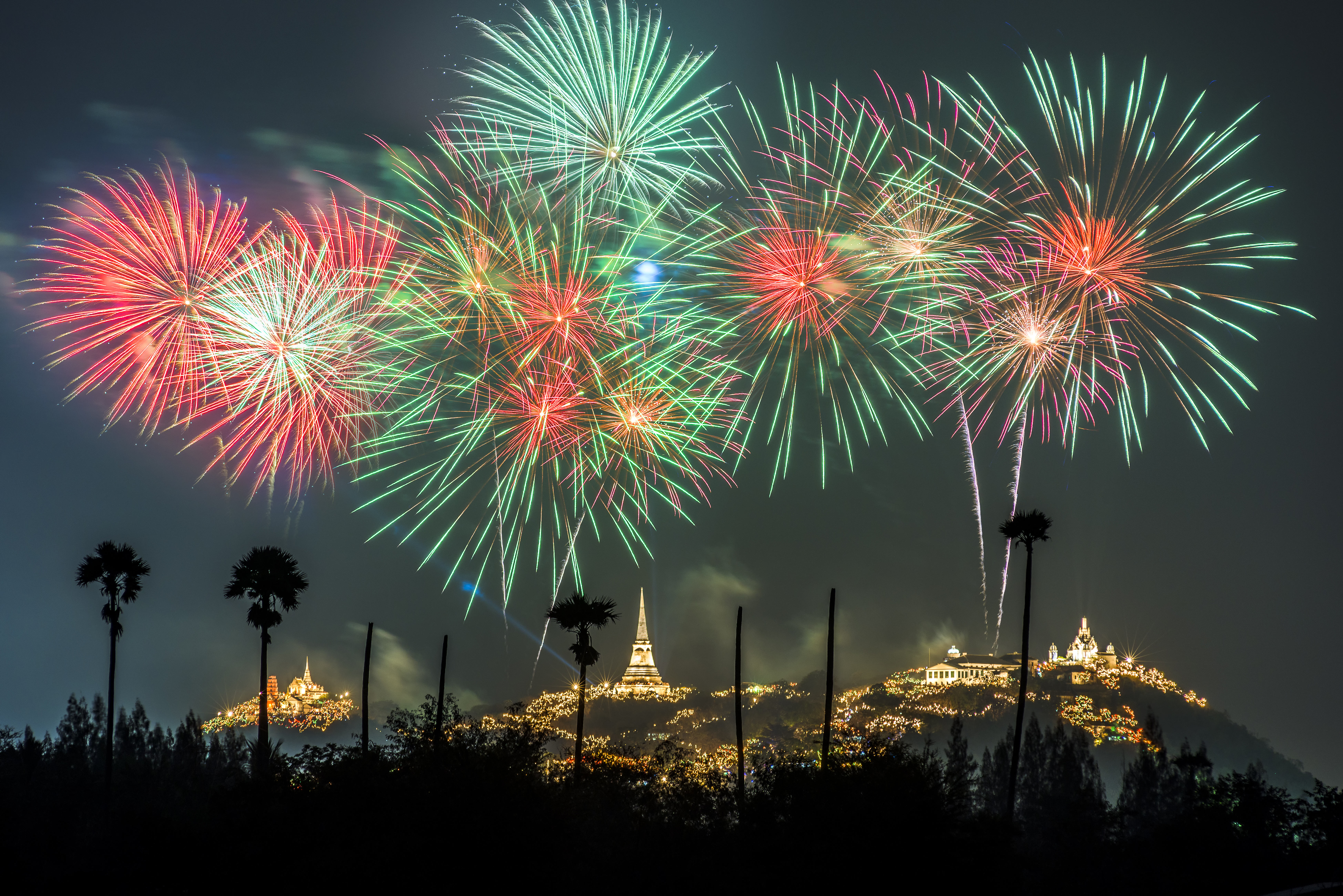
Son et lumières

Il y a aussi un deuxième palais royal le long de la rivière dans le sud de la ville : le Phra Rajoniwet ou palais de la saison des pluies (thaï: พระราม ราชนิเวศน์ / Palais de Phra Ram Ratchaniwet) dont la construction est achevée en 1916. C'est un des plus beaux palais modernes du Siam, construit par l'architecte allemand Karl Döhring dans un style européen pour le roi Rama V.

Palais du roi Rama V
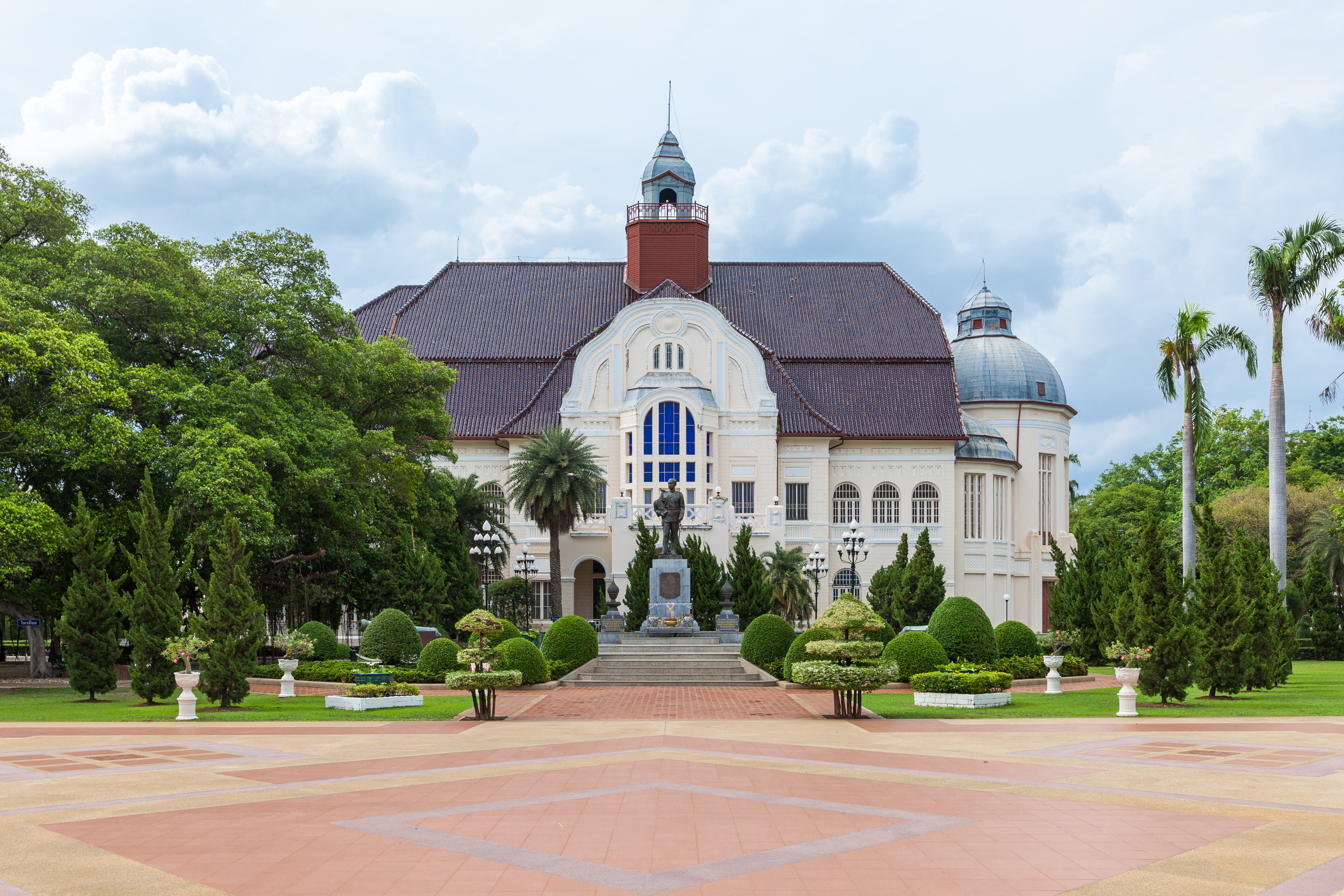
Façade avant
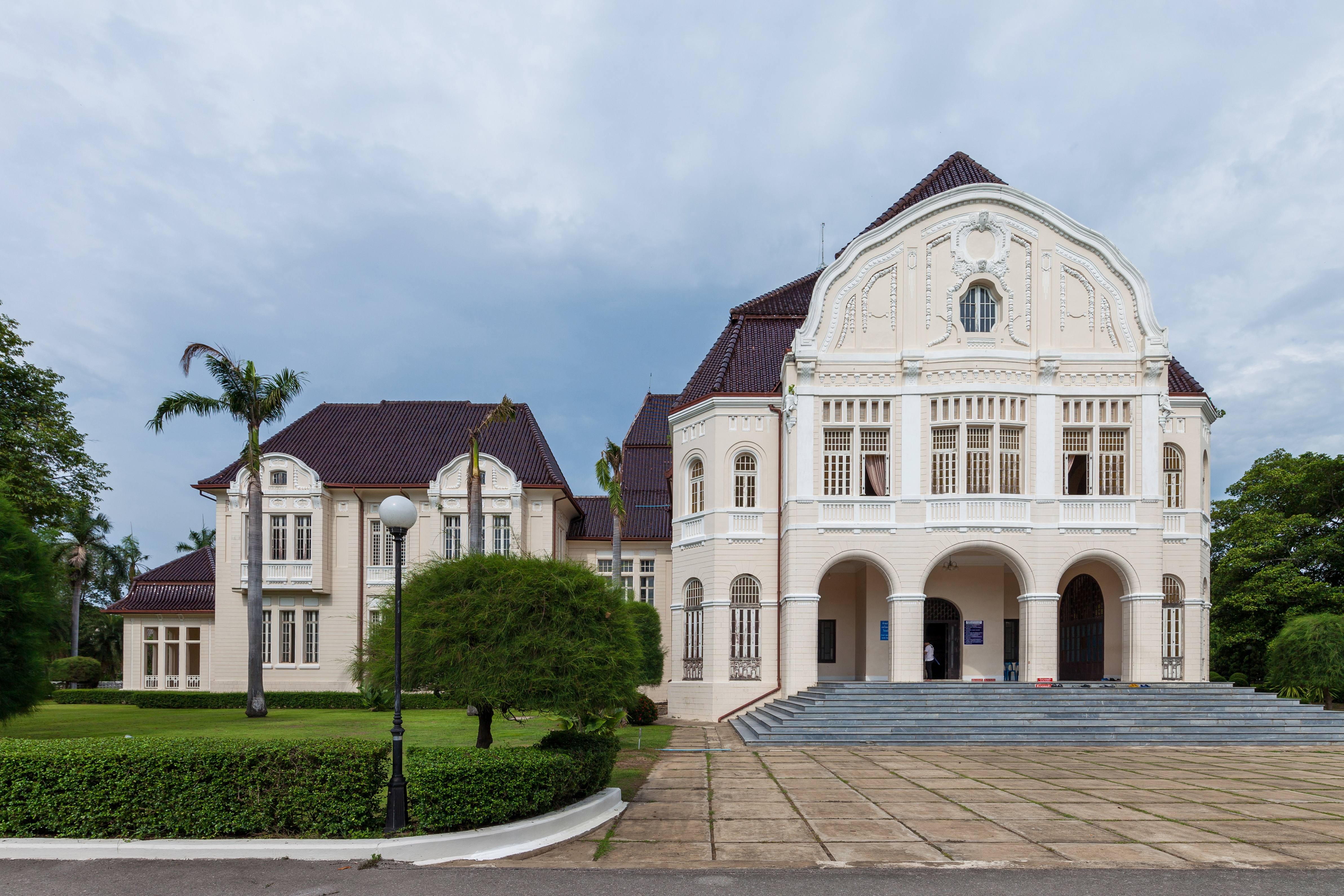
Côté gauche
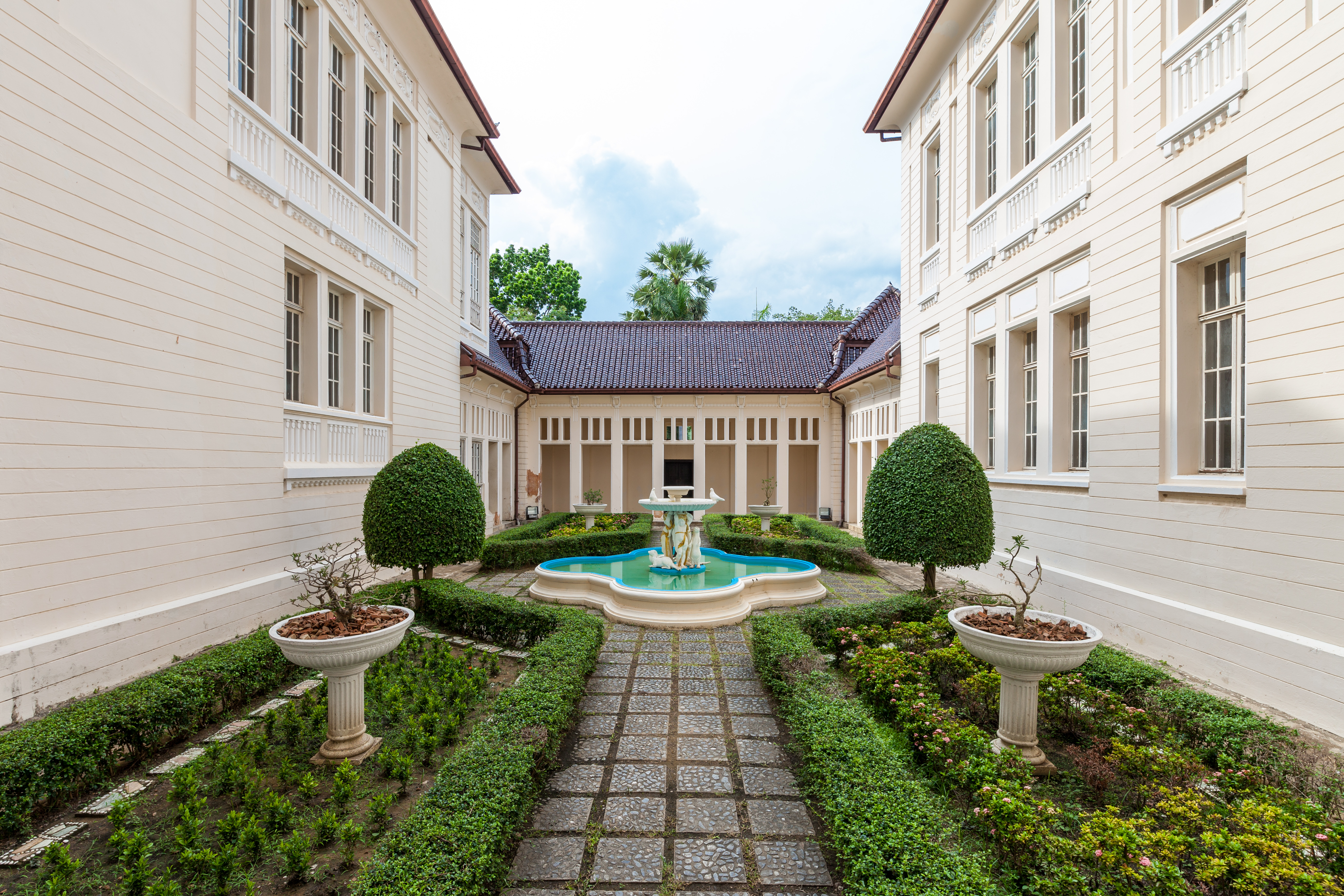
Cour intérieure
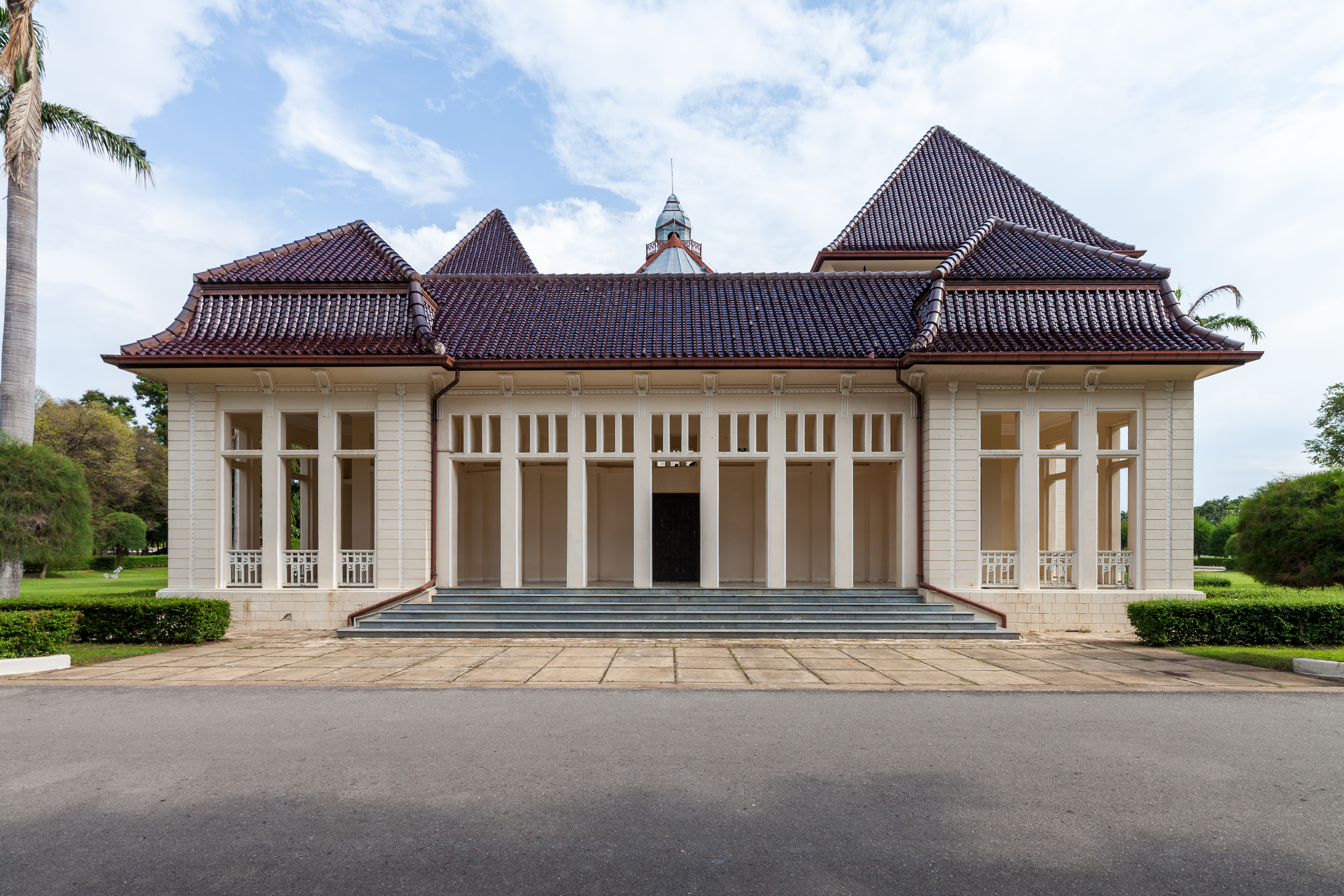
Face arrière

La cité compte également une bonne vingtaine de temples bouddhistes appelés wats dont les :
- Wat Kamphaeng Laeng ( (thaï : วัดกำแพงแลง) , ancien temple khmer ;
- Wat Mahathat Worawihan ( (thaï : วัดมหาธาตุวรวิหาร), haut de 42 m qui s'illumine le soir et sert de repère pratique pour les voyageurs se promenant dans les ruelles de la ville, etc.

Temples (Wats)
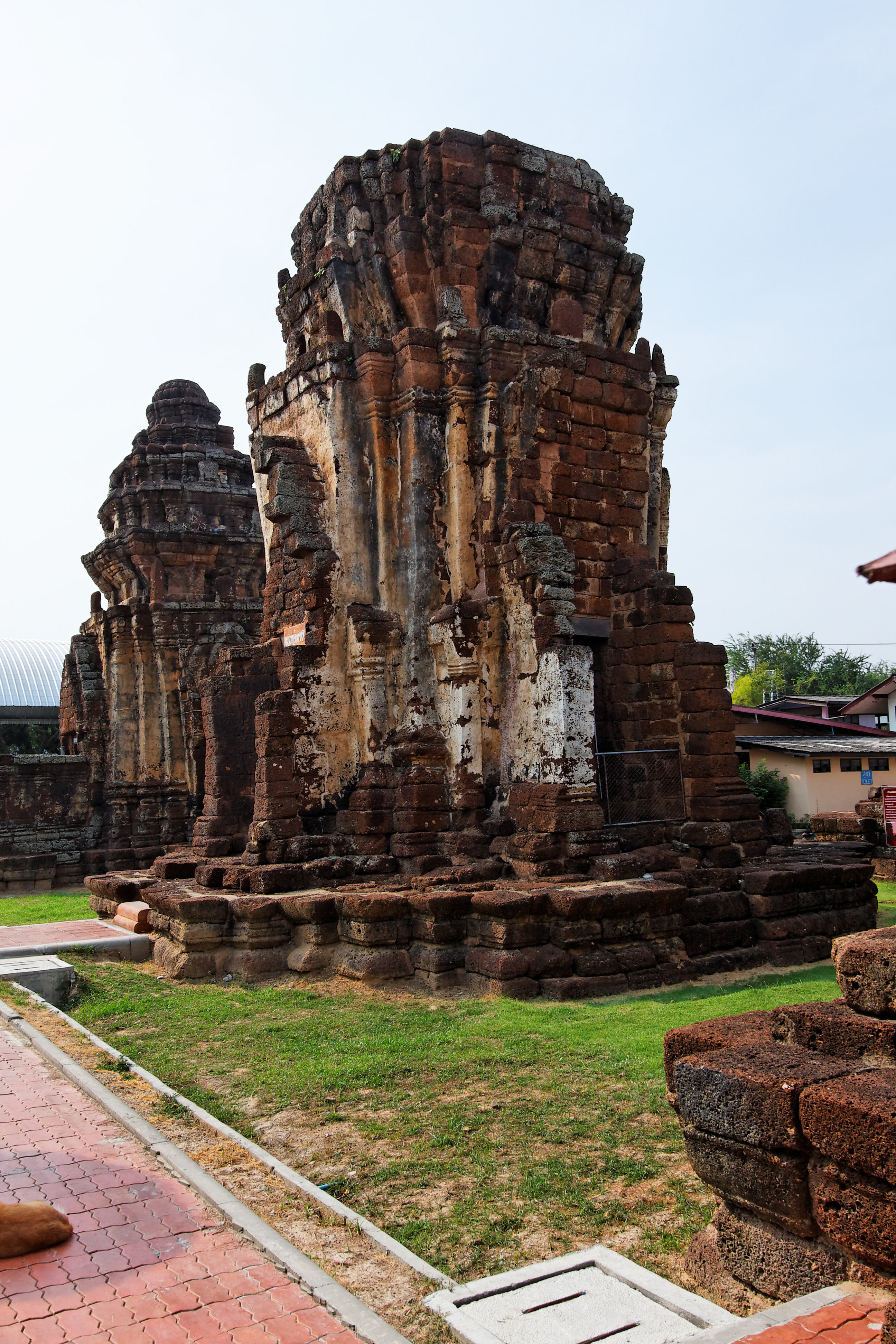
Wat Kampaeng Laeng
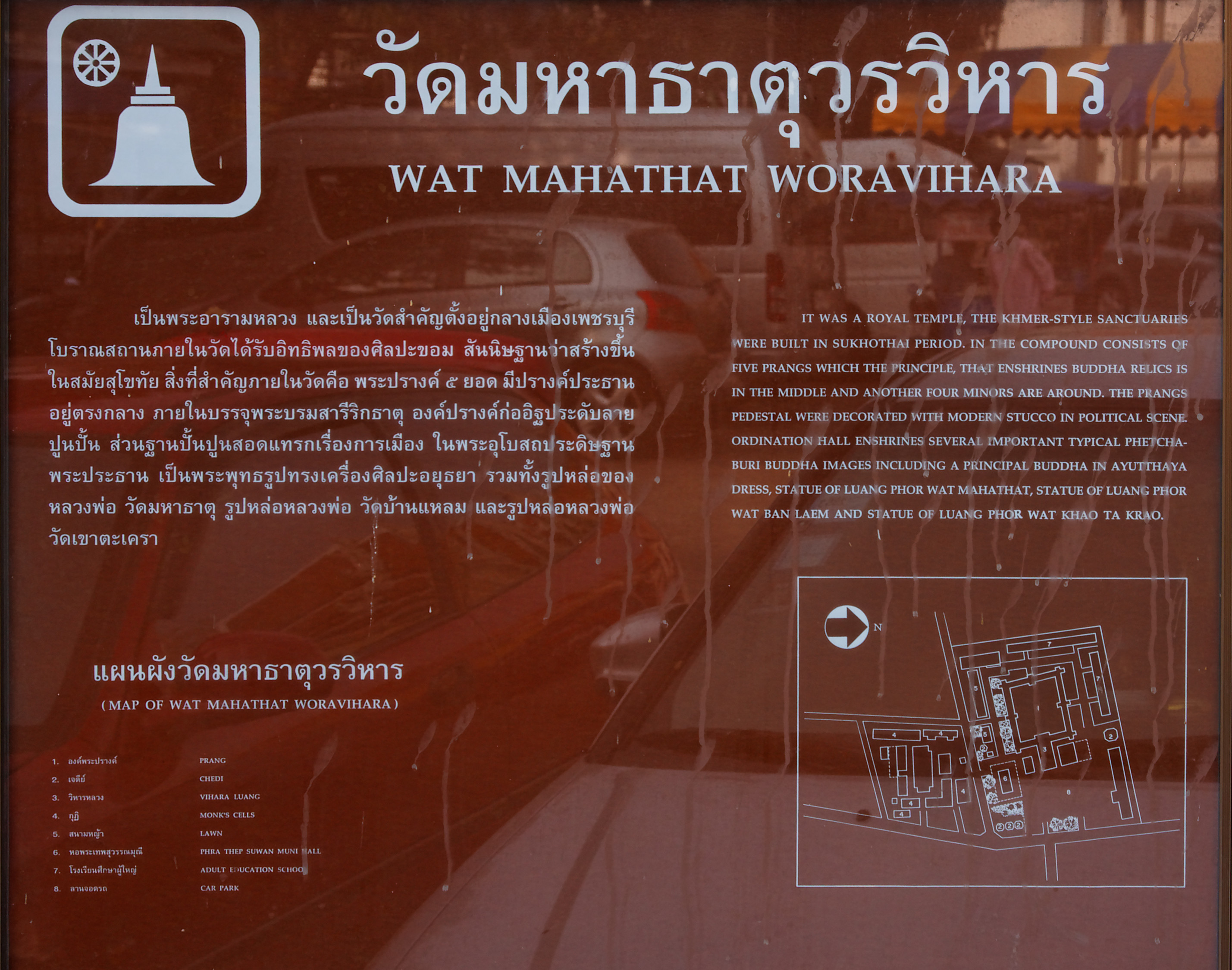
Panneau descriptif du Wat Mahathat Worawihan avec plan
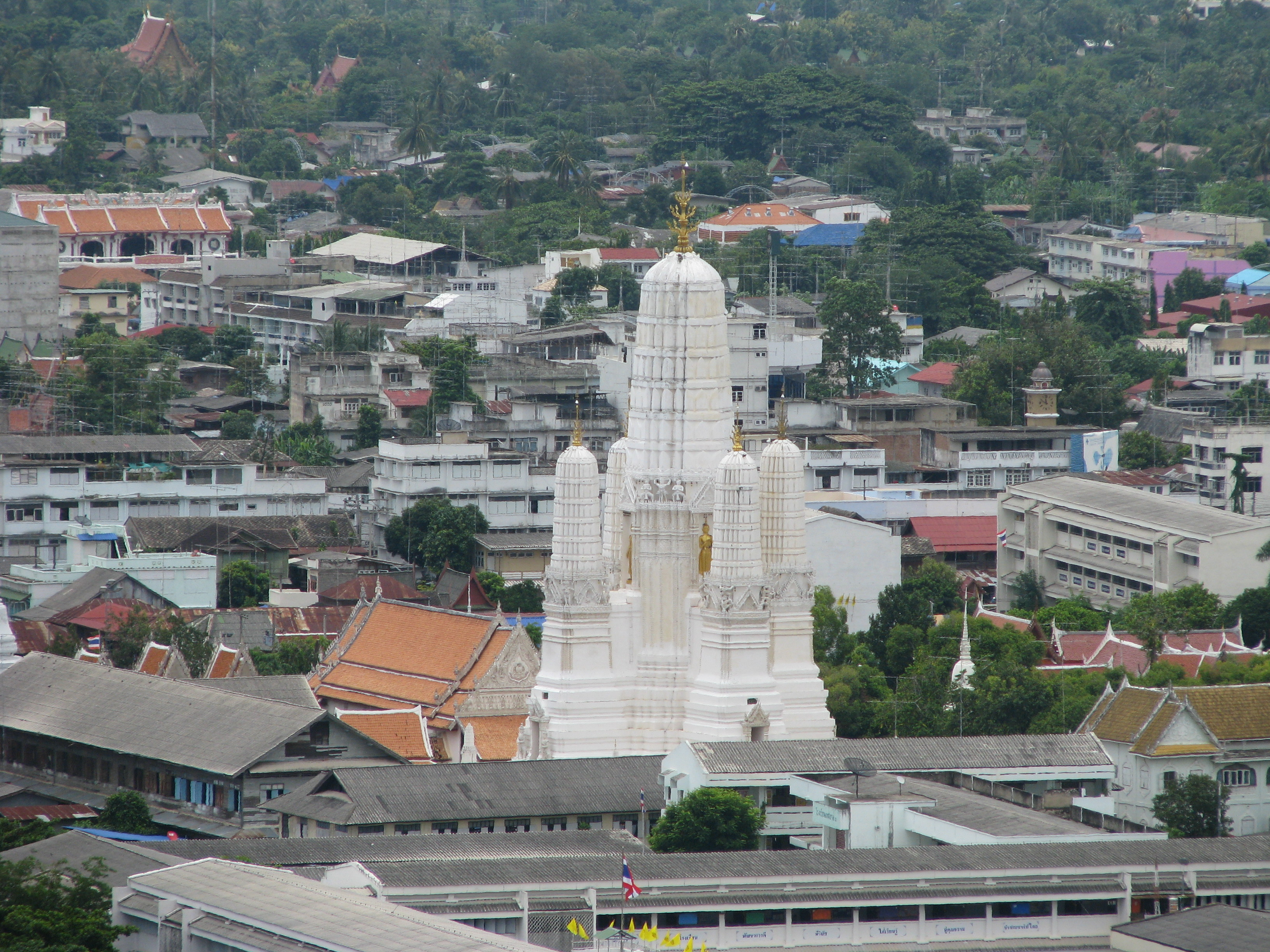
Wat Mahathat Worawihan surplombant de ses 42 mètres de haut le centre-ville
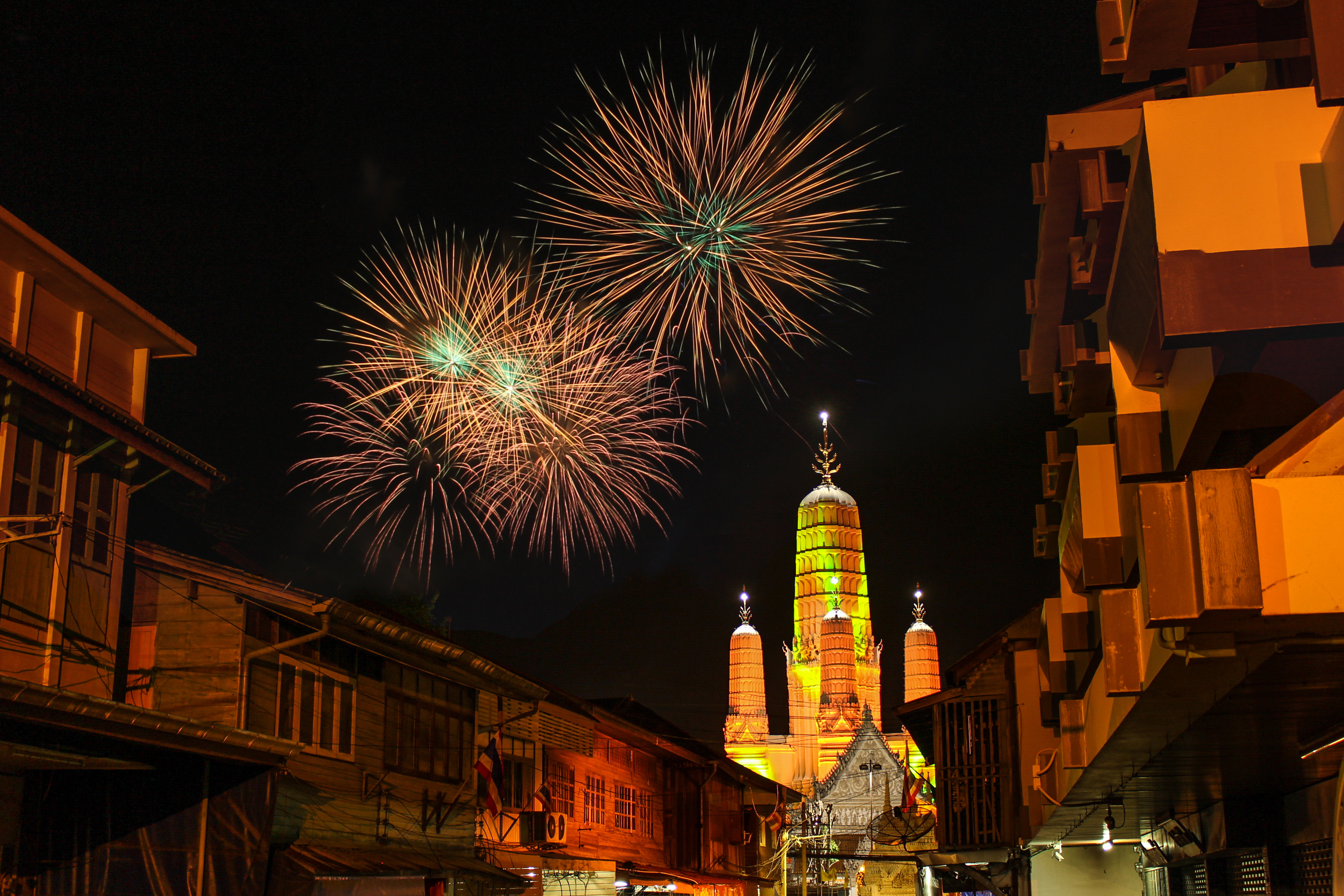
À gauche, vieilles maisons en bois traditionnelles et à droite, immeubles récents

Il y a de plus la superbe grotte sacrée de Tham Khao Luang classé au patrimoine mondial de l'Humanité de l'UNESCO à trois kilomètres au nord de la ville de Phetchaburi.

Grotte sacrée de Tham Khao Luang
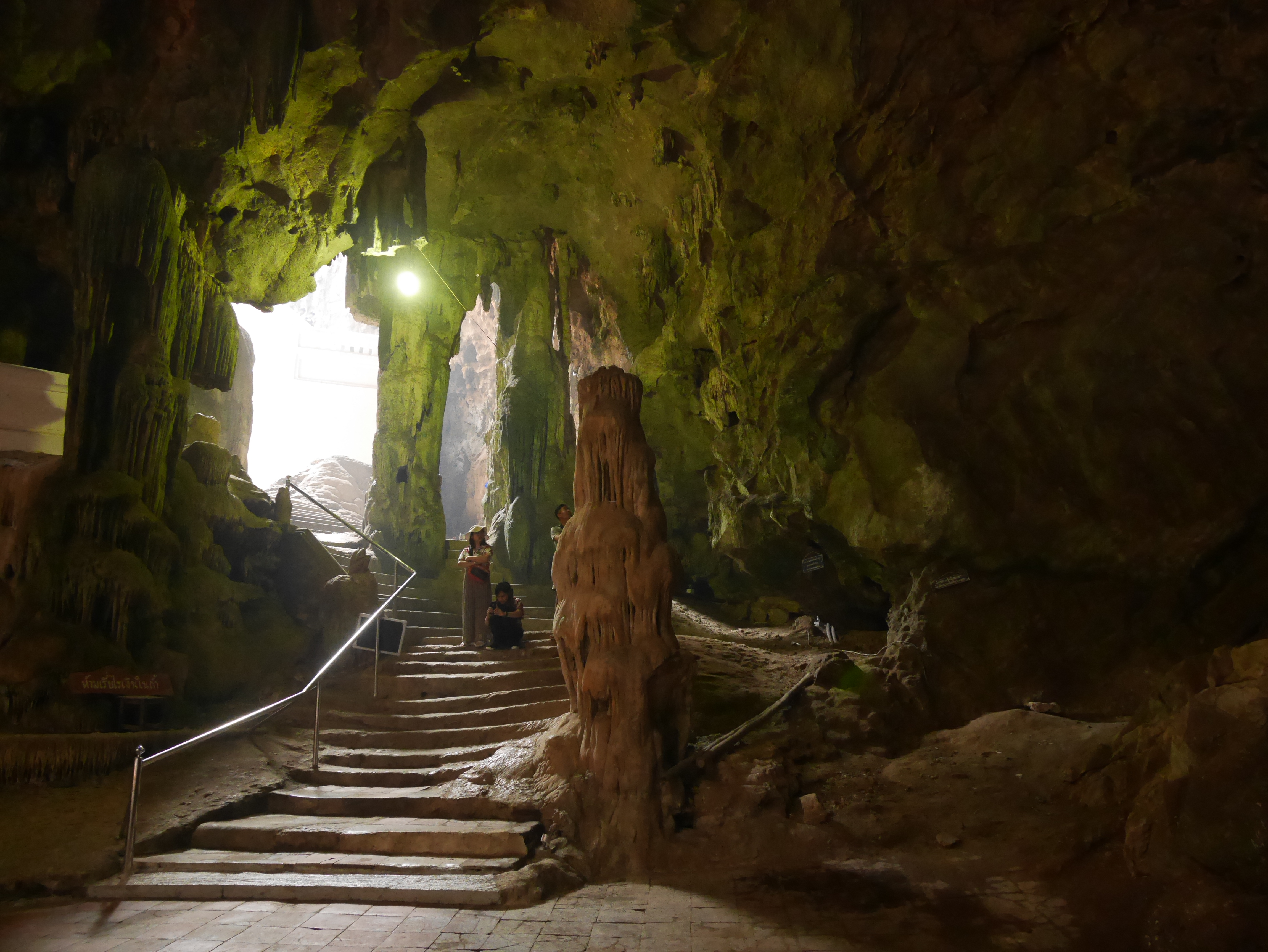
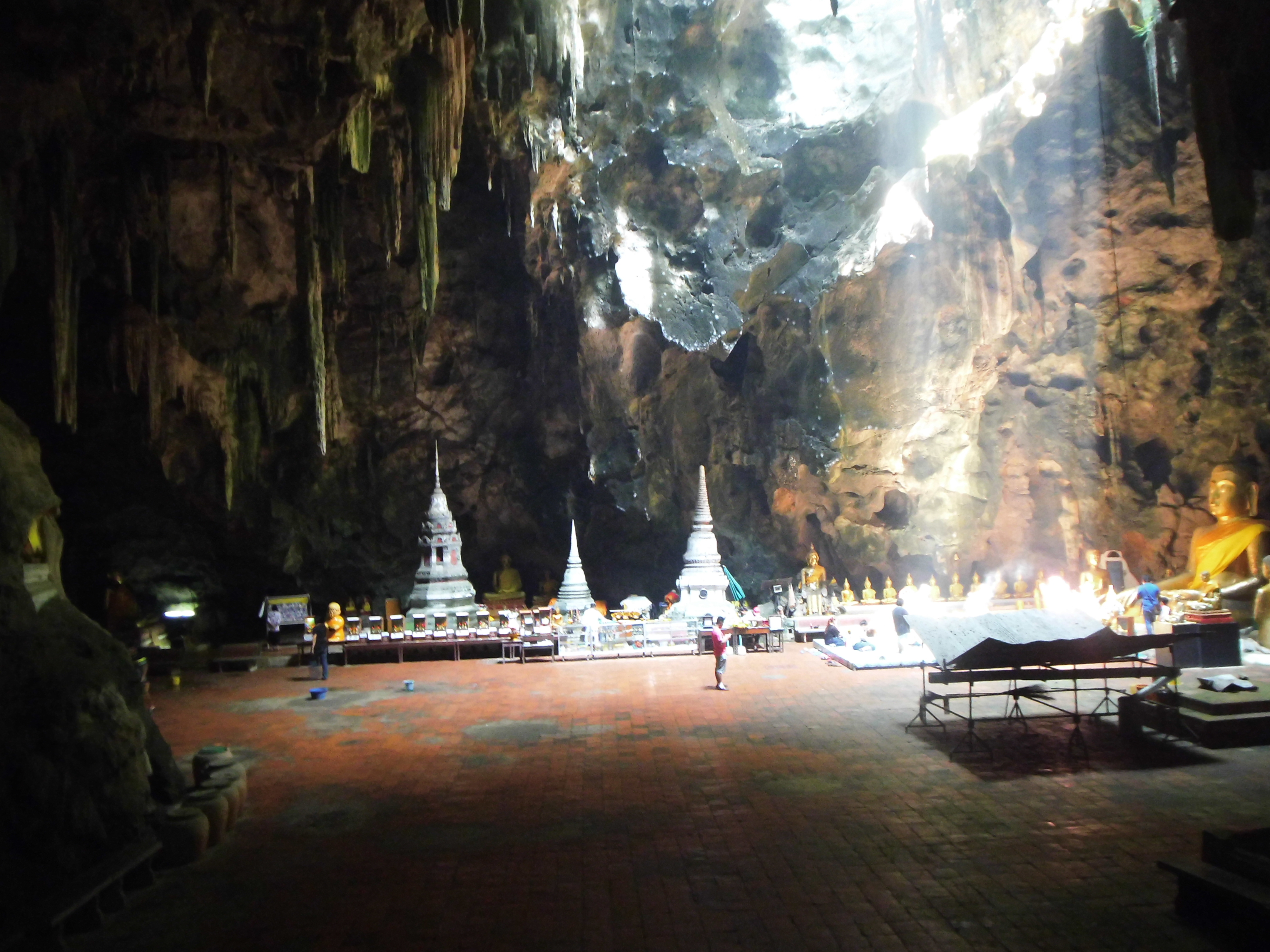
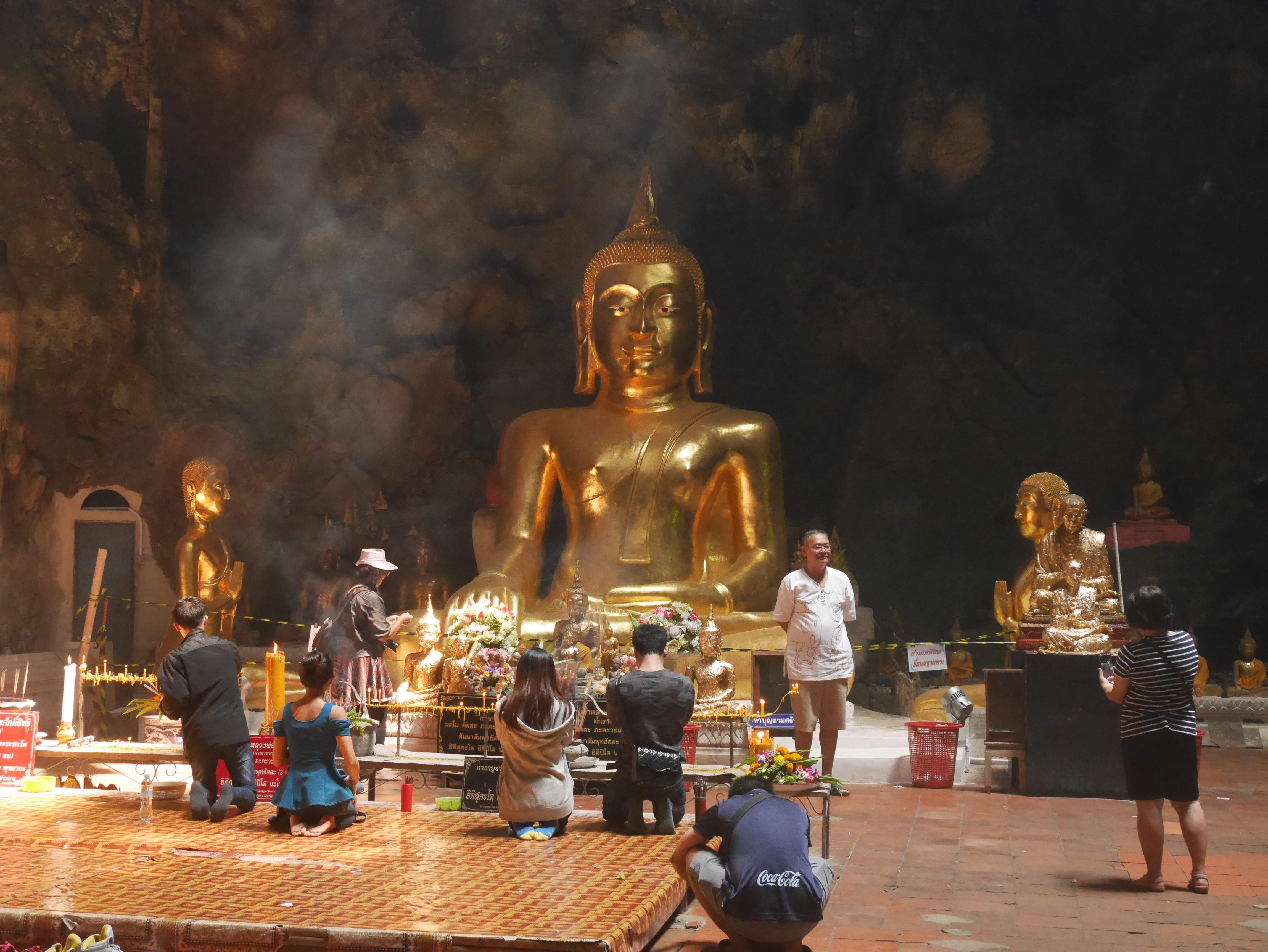
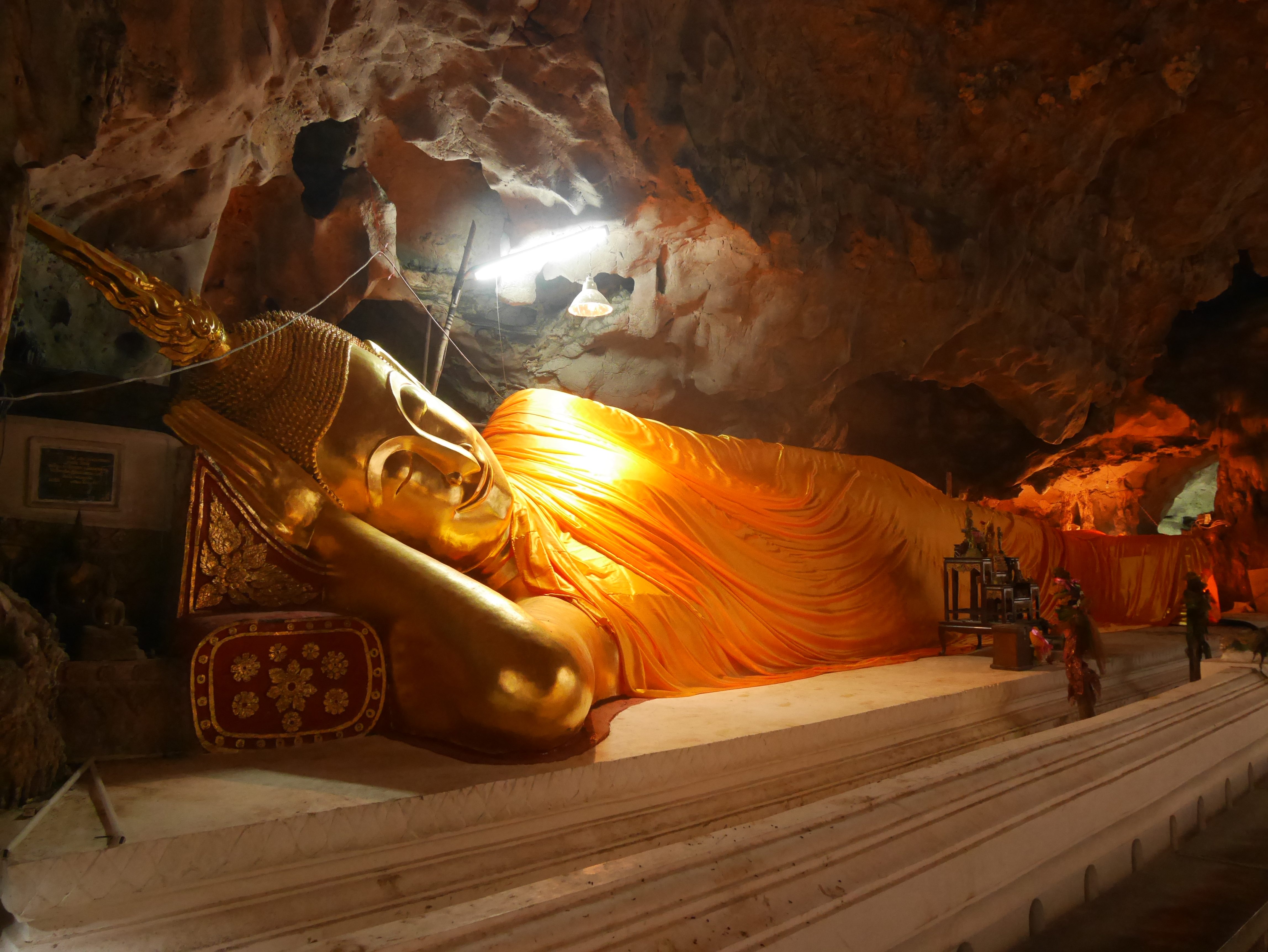
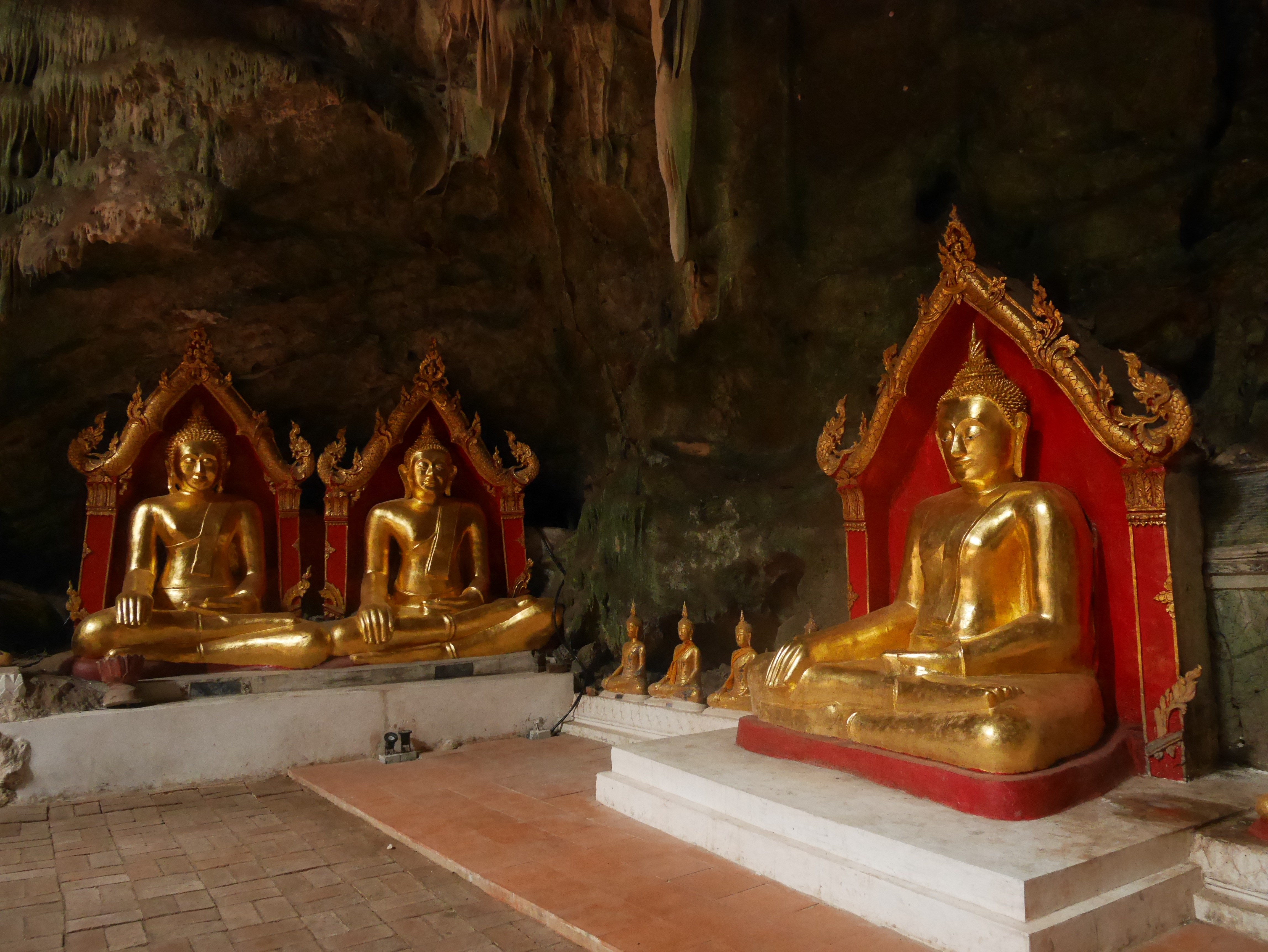